# Beatrix Potter
Helen Beatrix Potter (født 28. juli 1866, død 22. december 1943 i Sawrey, Lancashire) var en britisk børnebogsforfatter og -illustrator. Hendes mest kendte figur er Peter Kanin. 
Faderen var uddannet advokat, men tilbragte det meste af tiden i herreklubber og arbejdede sjældent. Moderen besøgte – eller havde besøg af – slægtninge. Begge forældre levede af arven fra deres forældre. Beatrix og Bertram, en yngre bror, blev opdraget af barnepiger og guvernanter. Da Beatrix blev ældre, blev hun leder af husholdningen, og al intellektuel udvikling modarbejdedes i hjemmet. En farbror forsøgte dog at få hende ind som studerende ved Royal Botanic Gardens, Kew i Sydvest-London, men hun blev ikke optaget, fordi hun var kvinde. Til gengæld opgav hun ikke sin interesse for mykologi – læren om svampe – og samlede og lavede detaljerede tegninger af over 270 arter. Men da hendes artikel om mugsporer blev læst op i the Linnean Society of London, måtte hun ikke selv være til stede, fordi hun var kvinde. Først i 1997 fik hun en offentlig undskyldning og anerkendelse for sit arbejde. 
Beatrix Potter fik udgivet sin første historie, The Tale of Peter Rabbit (i dansk oversættelse Historien om Peter Kanin), i 1902. Den lille bog og de følgende udgivelser blev vældig godt modtaget, og hun tjente efterhånden godt på salget. Hun fortsatte med at skrive til omkring 1920, da hendes syn svigtede. Hendes sidste større arbejde, The Tale of Little Pig Robinson, blev udgivet i 1930. Hun skrev i alt 23 bøger.
En film om forfatterens liv med Renée Zellweger i hovedrollen udkom i starten af 2007.